# Rebecca McFarland
 (avril 2015).
Si vous disposez d'ouvrages ou d'articles de référence ou si vous connaissez des sites web de qualité traitant du thème abordé ici, merci de compléter l'article en donnant les références utiles à sa vérifiabilité et en les liant à la section « Notes et références ».
Rebecca McFarland est une actrice américaine. Dans la série Faking It, elle est Farah soit la mère d'Amy... 

## Biographie
Depuis 2013, elle est mariée à Jason Easler. Sa carrière d'actrice a commencé en 1996 avec la série télévisée The Big Easy.

## Filmographie
Télévision
| Année     | Titre                          | Rôle                        | Notes |
| --------- | ------------------------------ | --------------------------- | ----- |
| 1996      | The Big Easy                   | Gigi                        |       |
| 1996      | Diagnosis: Murder              | Janie                       |       |
| 1996      | Seinfeld                       | Anna                        |       |
| 1997      | Pacific Blue                   | Allie McNeil                |       |
| 1997      | Silk Stalkings                 | Amber                       |       |
| 1997      | Party of Five                  | Francey                     |       |
| 1997      | Total Security                 | Jane Oliver                 |       |
| 1997      | Jenny                          | Penelope                    |       |
| 1997      | Star Trek: Voyager             | Talli                       |       |
| 1997      | Scream 2                       | Theater Girl #2             |       |
| 1998      | Grace Under Fire               | Barbara Ann                 |       |
| 1998      | Union Square                   | Loretta                     |       |
| 1998      | Maximum Bob                    | Debbie Lefcowitz            |       |
| 1998      | The Army Show                  | Christine                   |       |
| 1998      | Art House                      | Molly Fitzsimmons           |       |
| 1998-1999 | Working                        | Val Gibson                  |       |
| 1999      | Norm                           | Nancy                       |       |
| 2001      | Philly                         | Rachel Borden               |       |
| 2001      | Elvis Took a Bullet            | Polly                       |       |
| 2001-2002 | NYPD Blue                      | Jennifer Prince/Donna Finer |       |
| 2002      | Once and Again                 | Melissa                     |       |
| 2003      | CSI: Crime Scene Investigation | Jason Kent's Attorney       |       |
| 2003      | Tremors                        | Dr. Ellie Bergen            |       |
| 2003      | Fargo                          |                             |       |
| 2003      | Charmed                        | Lynn                        |       |
| 2003-2012 | Two and a Half Men             | Leanne                      |       |
| 2004      | A Place Called Home            | Jan Kyles                   |       |
| 2004      | Century City                   | Mrs. Jansen                 |       |
| 2005      | NCIS                           | Detective Rachel Rapp       |       |
| 2005      | Play Dates                     | Karen                       |       |
| 2006      | Friday Night Lights            | Susanne Derr                |       |
| 2006      | Hollis & Rae                   | Adeline                     |       |
| 2007      | Eyes                           | Vanessa Leary               |       |
| 2007      | LA Blues                       | Caren                       |       |
| 2007-2008 | The Dresden Files              | Susan Rodriguez             |       |
| 2008      | Saving Grace                   | Jeannie Jenney              |       |
| 2008      | Man of Your Dreams             | Sally                       |       |
| 2008      | Happy Campers                  | Mimi                        |       |
| 2009      | The Eastmans                   | Maddie Ross Eastman         |       |
| 2010      | Ghost Whisperer                | Joan                        |       |
| 2010      | Human Target                   | Rachel Applebaum            |       |
| 2011      | Franklin & Bash                | Katherine Mack              |       |
| 2012      | Cupid, Inc.                    | Nancy                       |       |
| 2012      | The Mentalist                  | Helen                       |       |
| 2012      | Happily Divorced               | Karen                       |       |
| 2012      | The Manzanis                   | Karen                       |       |
| 2013      | Cult                           | Teri McNabb                 |       |
| 2013      | True Blood                     | Maggie Devins               |       |
| 2013      | Perception                     | Pam Carlson                 |       |
| 2013      | Trooper                        | Ilene Katz-Klausner         |       |
| 2013      | Bones                          | Linda McCord                |       |
| 2013      | NCIS: Los Angeles              | Maggie Vasile               |       |
| 2014      | Chelsey and Kelsey             | Samantha                    |       |
| 2014      | Major Crimes                   | Vanessa                     |       |
| 2014-2015 | Faking It                      | Farrah                      |       |
| 2015      | Red Band Society               | Sylvia Roth                 |       |